# Jessica puava
Jessica puava là một loài nhện trong họ Anyphaenidae.
Loài này thuộc chi Jessica. Jessica puava được Antonio D. Brescovit miêu tả năm 1999.